# نورث سي لينك
نورث سي لينك هو تيار جهد عالي مستمر تحت الماء بقدرة 1400 ميجاواط بين المملكة المتحدة والنرويج. يبلغ طول الخط 720 كم ويعتبر أطول سلك كهربائي تحت الماء في العالم،دخل الخدمة في 1 أكتوبر 2021.